# Neuilly-le-Réal
Neuilly-le-Réal és un municipi francès, situat al departament de l'Alier i a la regió d'Alvèrnia-Roine-Alps. L'any 2007 tenia 1.351 habitants.

## Demografia

### Població
El 2007 la població de fet de Neuilly-le-Réal era de 1.351 persones. Hi havia 559 famílies de les quals 142 eren unipersonals (59 homes vivint sols i 83 dones vivint soles), 193 parelles sense fills, 181 parelles amb fills i 43 famílies monoparentals amb fills.
La població ha evolucionat segons el següent gràfic:
Habitants censats

### Habitatges
El 2007 hi havia 649 habitatges, 561 eren l'habitatge principal de la família, 32 eren segones residències i 56 estaven desocupats. 626 eren cases i 23 eren apartaments. Dels 561 habitatges principals, 454 estaven ocupats pels seus propietaris, 97 estaven llogats i ocupats pels llogaters i 11 estaven cedits a títol gratuït; 4 tenien una cambra, 30 en tenien dues, 80 en tenien tres, 185 en tenien quatre i 263 en tenien cinc o més. 457 habitatges disposaven pel capbaix d'una plaça de pàrquing. A 191 habitatges hi havia un automòbil i a 314 n'hi havia dos o més.

### Piràmide de població
La piràmide de població per edats i sexe el 2009 era:
| Homes | Edats   | Dones |
| ----- | ------- | ----- |
| 0     | 95 o +  | 4     |
| 8     | 90 a 94 | 4     |
| 4     | 85 a 89 | 20    |
| 12    | 80 a 84 | 12    |
| 24    | 75 a 79 | 28    |
| 36    | 70 a 74 | 44    |
| 32    | 65 a 69 | 44    |
| 32    | 60 a 64 | 20    |
| 32    | 55 a 59 | 20    |
| 36    | 50 a 54 | 40    |
| 60    | 45 a 49 | 60    |
| 72    | 40 a 44 | 52    |
| 36    | 35 a 39 | 52    |
| 40    | 30 a 34 | 36    |
| 36    | 25 a 29 | 40    |
| 44    | 20 a 24 | 8     |
| 56    | 15 a 19 | 40    |
| 36    | 10 a 14 | 52    |
| 40    | 5 a 9   | 28    |
| 44    | 0 a 4   | 20    |

## Economia
El 2007 la població en edat de treballar era de 851 persones, 656 eren actives i 195 eren inactives. De les 656 persones actives 612 estaven ocupades (319 homes i 293 dones) i 45 estaven aturades (13 homes i 32 dones). De les 195 persones inactives 101 estaven jubilades, 53 estaven estudiant i 41 estaven classificades com a «altres inactius».

### Ingressos
El 2009 a Neuilly-le-Réal hi havia 576 unitats fiscals que integraven 1.415,5 persones, la mediana anual d'ingressos fiscals per persona era de 18.457 €.

### Activitats econòmiques
Dels 58 establiments que hi havia el 2007, 1 era d'una empresa extractiva, 2 d'empreses alimentàries, 1 d'una empresa de fabricació de material elèctric, 9 d'empreses de construcció, 9 d'empreses de comerç i reparació d'automòbils, 8 d'empreses de transport, 5 d'empreses d'hostatgeria i restauració, 3 d'empreses d'informació i comunicació, 3 d'empreses financeres, 3 d'empreses immobiliàries, 3 d'empreses de serveis, 8 d'entitats de l'administració pública i 3 d'empreses classificades com a «altres activitats de serveis».
Dels 18 establiments de servei als particulars que hi havia el 2009, 1 era una gendarmeria, 1 oficina de correu, 2 oficines bancàries, 1 taller de reparació d'automòbils i de material agrícola, 1 autoescola, 1 paleta, 1 guixaire pintor, 3 fusteries, 1 electricista, 2 empreses de construcció, 1 perruqueria, 2 restaurants i 1 saló de bellesa.
Dels 5 establiments comercials que hi havia el 2009, 1 era una botiga de menys de 120 m², 2 fleques, 1 una carnisseria i 1 una floristeria.
L'any 2000 a Neuilly-le-Réal hi havia 26 explotacions agrícoles que ocupaven un total de 2.415 hectàrees.

## Equipaments sanitaris i escolars
El 2009 hi havia 1 farmàcia i 1 ambulància.
El 2009 hi havia 1 escola maternal i 1 escola elemental.

## Poblacions més properes
El següent diagrama mostra les poblacions més properes.